# Marine Sansinena
Marine Sansinena, née le 22 décembre 1991, est une céiste française de marathon.

## Carrière
Elle est médaillée de bronze en C1 aux Championnats du monde de marathon 2015 à Győr et aux Championnats du monde de marathon 2018 à Vila Verde , elle est médaille d'or de la Coupe du Monde marathon canoë 2016 au Portugal, et médaillée d'argent en C1 aux Championnats d'Europe de marathon 2019 à Decize. 
1. ↑  « Médaille de bronze pour Marine aux championnats du monde de marathon 2015 », sur www.aspttdijoncanoekayak.fr, 18 octobre 2015 (consulté le 30 décembre 2018)
2. ↑  « Championnats du monde marathon : médaille de bronze pour Marine Sansinena ! », sur www.canoe-kayak-mag.fr, 10 septembre 2018 (consulté le 30 décembre 2018)

Canoë KAYAK - MAGAZINE - SPORTS - PAGAIE du 27 Juin 2021 : 
Coupe du Monde de marathon 2021 - Vaires : Le doublé de Marine Sansinena : médaille d'or "short race", et médaille d'or "long race".
Le Bien Public du 23 Juin 2021 :
Deux victoires en Coupe du Monde marathon pour Marine Sansinena.